# Still Climbing
Albums de Cinderella
Heartbreak Station
(1991) Once Upon A...
(1997)
Singles
1. Bad Attitude Shuffle
Sortie : 1994
2. All Comes Down
Sortie : 1994
3. Through the Rain
Sortie : 1995

Still Climbing est le quatrième et dernier album studio du groupe de hard rock américain Cinderella. Il est sorti le 8 novembre 1994 sur le label Mercury Records et a été produit par Duane Baron, John Purdell et Tom Keifer.

## Autour de l'album
- Freewheelin' et Talk Is Cheap sont de vieilles chansons écrites avant que le groupe ne soit signé.
- L'album a été un échec commercial. Longtemps repoussé par suite de problèmes de voix du chanteur, le paysage musical avait beaucoup changé depuis le précédent disque et MTV ne l'a jamais diffusé, tandis que la maison de disques n'a fait quasiment aucune promotion.
- Hot And Bothered a été enregistré pour la bande originale de Wayne's World en 1992.
- Le groupe est revenu à une musique plus proche de Long Cold Winter que de Heartbreak Station.

## Liste des titres
- Toutes les chansons sont signées Tom Keifer sauf indications.

1. Bad Attitude Shuffle - 5:30
2. All Comes Down - 5:07
3. Talk Is Cheap - 3:54
4. Hard To Find The Words - 5:52
5. Blood From A Stone - 4:55
6. Still Climbing - 5:23
7. Freewheelin' - 3:10
8. Through The Rain - 5:05
9. Easy Come, Easy Go - 4:32
10. The Road's Still Long (Keifer / Andy Johns) - 6:02
11. Hot And Bothered (Keifer / Eric Brittingham) - 3:57

## Musiciens
Cinderella
- Tom Keifer : chant, guitare acoustique, électrique, slide et solo, chœurs
- Jeff LaBar : guitare rythmique et solo
- Eric Brittingham : basse

Musiciens additionnels
- Kenny Aronoff : batterie (titres 1 à 10)
- Fred Coury : batterie sur Hot And Bothered
- Jay Davidson: saxophone ténor et bariton sur All Comes Down et Easy Come Easy Go
- Steve Jankowski: trombone et trombonium sur All Comes Down
- Rosanna McNamara: violon sur Hard to Find the Words
- Gary Corbett: claviers sur Hot And Bothered
- Evette Benton & Carla Benson: chœurs sur Hot And Bothered
- Luana Norman: chœurs sur The Roads Still Long
- Anette Hardeman & Charlene Halloway: chœurs sur les titres 4, 5 & 6
- John Purdell: orgue Hammond B-3, piano, percussions, chœurs

## Charts
Album
| Pays        | Durée du classement | Meilleur classement |
| ----------- | ------------------- | ------------------- |
| États-Unis  | 1 semaine           | 178e                |
| Royaume-Uni | 1 semaine           | 88e                 |
| Suisse      | 3 semaines          | 29e                 |

Singles
| Année | Single               | Chart                  | Durée du classement | Position |
| ----- | -------------------- | ---------------------- | ------------------- | -------- |
| 1992  | Hot and Bothered     | Mainstream Rock Tracks | 2 semaines          | 45e      |
| 1994  | Bad Attitude Shuffle | Mainstream Rock Tracks | 4 semaines          | 37e      |